# Асен Аврамов (общественик)
Вижте пояснителната страница за други личности с името Асен Аврамов.
Асен Константинов (Кочев) Аврамов е български общественик, деец на ВМРО и на Македонската патриотична организация и втори редактор на вестник „Македонска трибуна“.

## Биография
Асен Аврамов е роден на 10 март 1900 година в София, България в семейството на видния учител от зъхненското село Скрижево Кочо Аврамов, сподвижник на Дамян Груев, Гоце Делчев, Христо Матов и Иван Гарванов. Учи право в Софийския университет и оглавява студентското дружество „Вардар“. След завършването си започва частна адвокатска практика. Аврамов е първи секретар на Македонския младежки съюз и се опитва да укрепи организацията в тежките времена след убийството на Александър Протогеров и разкола във ВМРО.
Аврамов пристига в САЩ на 25 септември 1929 година по покана на МПО, за да замени Йордан Чкатров на длъжността секретар на Централния комитет на МПО. За разлика от други дейци на МПО като Лабро Киселинчев, които поддържат линията на неутралитет на МПО при разцепленията във ВМРО, Аврамов твърдо заема позицията на Иван Михайлов. На 2 септември 1930 година той успява да прокара резолюция обвързваща МПО с михайловистката линия. Аврамов прави пропагандни обиколки из щатите и учредява две нови местни организации на МПО – „Родина“ в Гери на 14 декември 1930 и „Христо Матов“ в Охайо на 2 април 1931 година.
Избран е за главен редактор на „Македонска трибуна“ през 1930 година, след като Борис Зографов подава оставка. През 1931 година предава поста си на Любен Димитров, а през юни 1932 година е принуден да се прибере в България поради неуредени емиграционни документи.
В България Асен Аврамов работи като адвокат. След Деветнадесетомйския преврат в 1934 година е арестуван заедно с много други дейци на ВМРО. Кандидатира се неуспешно за народен представител в Неврокоп. В 1937 година се включва в осъществяването на идеята на Христо Татарчев за осъществяване на международна анкета в окупирана Македония. Аврамов се свързва с Международната арбитражна лига в Лондон и получава нейното съгласие, както и обещание за финансиране от МПО, но през юли 1938 година правителството на Георги Кьосеиванов издава забрана за пътуване като реакция на тормоза над епископ Андрей в Северна Америка. През първата половина на 1939 година Аврамов снабдява МПО с информация, свързана с развитието на македонските дела. В 1941 година изпраща телеграма до колебаещата се каква позиция да заеме МПО, в която твърди, че единствената алтернатива е присъединяване на Македония към България.
След Деветосептемврийския преврат от 1944 година Аврамов емигрира в Италия, където работи с Иван Михайлов и участва на събранията на МПО през 1952, 1954 и 1964 година.
Умира през 1968 година в Рим, Италия. На погребението му присъстват председателят на МПО Петър Ацев и представителят на МПО „Тодор Александров“ в Брюксел Георги Димов.